# Flaminia Avola
Flaminia Avola (Catania, 16 luglio 1992) è un'ex pallanuotista italiana.
Cresciuta nelle giovanili dell'Orizzonte Catania, ha disputato diversi campionati nella massima serie. Dotata di un preciso e potente braccio mancino, ha militato nel Circolo Canottieri Ortigia, dove ha giocato come mancino titolare. Gode inoltre di un'importante esperienza in Australia, dove ha militato nella blasonata squadra dei Cronulla-Sutherland Sharks.
Dopo aver esordito nella prima squadra dell'Orizzonte Catania, all'età di 17 anni, viene acquistata dalla Waterpolo Messina, dove rimane per due stagioni. Nella stagione 2015-2016 ritorna al Circolo Canottieri Ortigia, dove si ritira al termine della stagione.